# Llista dels Dalai-lama
La següent llista dels Dalai-lama recull els 14 personatges que han ostentat aquest títol, que fou atorgat pel sobirà dels mongols Altan Khan al tercer Dalai-lama Sonam Gyatso i s'aplica retroactivament als seus dos antecessors.
El Dalai-lama és l'autoritat màxima religiosa del budisme tibetà i, des del cinquè, cap d'estat del Tibet, sobirà fins a l'annexió a la Xina el 1959 i a l'exili, a partir d'aquell moment.
Com sigui que la tradició tibetana considera que, després de morir, el Dalai-lama es reencarna en un infant nounat, les dates de vigència del càrrec coincideixen amb les vitals.
La successió ininterrompuda és composta per:
| Núm. d'ordre | Imatge | Nom                    | Nom en tibetà      | Naixement | Mort |
| ------------ | ------ | ---------------------- | ------------------ | --------- | ---- |
| 1r.          |        | Gendun Drup            | དྒེ་འདུན་འགྲུབ་         | 1391      | 1474 |
| 2n.          |        | Gendun Gyatso          | དགེ་འདུན་རྒྱ་མཚོ་       | 1476      | 1542 |
| 3r.          |        | Sonam Gyatso           | བསོད་ནམས་རྒྱ་མཚོ་      | 1543      | 1588 |
| 4t.          |        | Yonten Gyatso          | ཡོན་ཏན་རྒྱ་མཚོ་        | 1589      | 1616 |
| 5è.          |        | Ngawang Lobsang Gyatso | ངག་དབང་བློ་བཟང་རྒྱ་མཚོ་ | 1617      | 1682 |
| 6è.          |        | Tsangyang Gyatso       | ཚངས་དབྱངས་རྒྱ་མཚོ་     | 1683      | 1706 |
| 7è.          |        | Kelzang Gyatso         | བསྐལ་བཟང་རྒྱ་མཚོ་      | 1708      | 1757 |
| 8è.          |        | Jamphel Gyatso         | འཇམ་དཔལ་རྒྱ་མཚོ་      | 1758      | 1804 |
| 9è.          |        | Lungtok Gyatso         | ལུང་རྟོགས་རྒྱ་མཚོ་       | 1805      | 1815 |
| 10è.         |        | Tsultrim Gyatso        | ཚུལ་ཁྲིམས་རྒྱ་མཚོ་       | 1816      | 1837 |
| 11è.         |        | Khendrup Gyatso        | མཁས་གྲུབ་རྒྱ་མཚོ་       | 1838      | 1855 |
| 12è.         |        | Trinley Gyatso         | འཕྲིན་ལས་རྒྱ་མཚོ་       | 1856      | 1875 |
| 13è.         |        | Thubten Gyatso         | ཐུབ་བསྟན་རྒྱ་མཚོ་       | 1876      | 1933 |
| 14è.         |        | Tenzin Gyatso          | བསྟན་འཛིན་རྒྱ་མཚོ་      | 1935      |      |